# Dolichopus kleini
Dolichopus kleini är en tvåvingeart som beskrevs av Van Duzee och Charles Howard Curran 1934. Dolichopus kleini ingår i släktet Dolichopus och familjen styltflugor.
Artens utbredningsområde är New Jersey. Inga underarter finns listade i Catalogue of Life.